# Hikaru Midorikawa
Hikaru Midorikawa (緑川 光, Midorikawa Hikaru, né le 2 mai 1968 ) est un seiyū (comédien de doublage japonais) originaire d'Otawara, à Tochigi.
Il incarne notamment Gelaton dans Bobobo-bo Bo-bobo, Tamahome dans Fushigi Yūgi, Heero Yuy dans Gundam Wing, Kaede Rukawa dans Slam Dunk, Zelgadis Greywords dans Slayers et Ryuho dans s-CRY-ed.

## Biographie
Hormis le fait d'avoir un timbre de voix inhabituel, il joue du saxophone et aime le dessin, les jeux vidéo et les ordinateurs. Il fait du doublage depuis 1988 où il a commencé sa carrière dans le rôle de Murai dans la version animée de Be-Bop High School. 
Il s'occupe de son propre site web : Hikaru's Bar. De plus il est l'une des quelques personnes à avoir un blog sur le site "Supalog" de l'éditeur Banpresto.

## Doublage

### Anime
- ACCA: 13-Territory Inspection Dept. (en) (Pastis)
- Active Raid (en) (Kōtarō Inagi)
- ACTORS-songs connection- (Rei Ichijōdani)
- Air Gear (Kaito Wanijima)
- Air Master (Koji Ogata)
- Akuma-kun (en) (Mummy)
- Alice SOS (en) (Shono Eiichiro)
- Angel Beats! (Fish Saitō)
- Angel Links (en) (Kosei Hida)
- Anyamaru Tantei Kiruminzuu (en) (Hatori Shiro)
- Aoki densetsu shoot! (Toshihiko Tanaka)
- Area 88 (en) (Satoru Kanzaki)
- Astro Boy 2003 (Zedo)
- Atashin'chi (en) (Iwaki)
- Ayakashi: Tenshu Monogatari (Zushonosuke Himekawa)
- Bakugan: Gundalian Invaders (en) (Gill)
- Battle Spirits: Sword Eyes (en) (Midnight Sun King Yaiba)
- Be-bop High School (Murai)
- Beet the Vandel Buster (Zenon)
- Beyblade: Metal Fury (Dumanis)
- Black Clover (Zora Ideale)
- Black Jack (Mahisabu Rokuro)
- Blood Blockade Battlefront (Zed O'Brien)
- Bleach (Makoto Kifune)
- Bobobo-bo Bo-bobo (Gélaton)
- Bonjour Sweet Love Patisserie (en) (Yoshinosuke Suzumi)
- Brave 10 (en) (Ishida Mitsunari)
- Brigadoon: Marin & Melan (Makoto Alo)
- Chain Chronicle ~Light of Haecceitas~ (en) (Shuza)
- Charlotte (Saito)
- Clannad (Yusuke Yoshino)
- Code Geass: Lelouch of the rebellion R2 (Li Xingke)
- Cowboy Bebop (Lin, Shin)
- Crayon Shin-chan (Kimura)
- Demon Slayer: Kimetsu no Yaiba (Odō no oni)
- Danganronpa V3: Killing Harmony (Rantaro Amami)
- Demonbane (Master Therion)
- Detective Conan: Police Academy Arc (en) (Hiromitsu Morofushi)
- Détective Academie Q (Sir Anubis)
- Diabolik Lovers  (Sakamaki Ayato)
- Digimon Frontier (Angemon)
- Digimon Fusion (Splashmon)
- Domestic Girlfriend - Love X Dilemma (Reiji Kiriya)
- Dragon Ball Super (Ten Shin Han)
- Dragon Ball Z Kai (Ten Shin Han, C-16)
- Dragon Ball Z (C-16, Paikûhan)
- Dragon Goes House-Hunting (Daniel)
- Dragon Quest : La Quête de Daï (Derorin)
- Ensemble Stars! (Eichi Tenshouin)
- Fairy Tail (Vidaldus Taka)
- Fate/Zero (Lancer)
- Final Fantasy: Unlimited (Clear)
- Fire Emblem: Mystery of the Emblem (Marth)
- First Love Monster (en) (Daikoku Nikaidō)
- Flame of Recca (Tokiya Mikagami)
- Fushigi Yūgi (Tamahome)
- Future GPX Cyber Formula (Naoki Shinjyo)
- Gate Keepers (Nishitani)
- GeGeGe no Kitarō (Kurokarasu)
- Ghost Sweeper Mikami (en) (Etudiant)
- Gintama (Minamito Sui)
- Godannar (en) (Knight Valentine)
- Gravion (en) (Raven)
- Gravion Zwei (Raven)
- Great Teacher Onizuka (Yoshito Kikuchi)
- Gundam Wing: Endless Waltz (Heero Yuy)
- Hakushaku to Yōsei (Edgar J. C. Ashenbert)
- Kekkai Sensen (Zed O’Brien)
- Konjiki no Gash Bell!! (Dufaux)
- Kuroko's Basket, le film : LAST GAME (Nash)
- Katanagatari (Hakuhei Sabi)
- Kyo Kara Maoh! (Densham von Karbelnikoff)
- Lost Universe (Rail Claymore)
- Love X Dilemma (Kiriya Reiji)
- Marmalade Boy (Micheal Grant)
- Gundam Wing (Heero Yuy)
- One Piece (Hongō)
- One Punch Man (Garoh)
- Persona: Trinity Soul (Akihiko Sanada)
- Ranma 1/2 (Kengyu)
- Saber Marionette J (Gelhardt von Faust)
- Saber Marionette J to X (Gelhardt von Faust)
- Sailor Moon R (Ail/Seijūrō Ginga)
- Saint Seiya Ω (Kōga)
- Saiunkoku Monogatari (Seiran Shi)
- Saiunkoku Monogatari 2nd Series (Seiran Shi)
- Samurai Deeper Kyo (Migeira)
- s-CRY-ed (Ryûho)
- Sekaiichi Hatsukoi (Sou Mino)
- Shaman King (Silva)
- Slam Dunk (Kaede Rukawa)
- Slayers (Zelgadis Greywords)
- Slayers Next (Zelgadis Greywords)
- Slayers Try (Zelgadis Greywords)
- Slayers Revolution (Zelgadis Greywords)
- Slayers Evolution-R (Zelgadis Greywords)
- Utena, la fillette révolutionnaire (Sōji Mikage)
- SK∞ the Infinity (Cherry Blossom)
- Suki na mono wa suki dakara shōganai (Sora Hashiba)
- Super Robot Wars Original Generation: Divine Wars (Masaki Andoh)
- Tantei Gakuen Q (Sir Anubis)
- Tenchi Muyo! GXP (Misao Kuramitsu)
- Togainu no Chi (Shiki)
- Tokyo Mew Mew (Keiichiro Akasaka)
- Uta no Prince-sama Maji LOVE 2000% (en) (Otori Eiichi)
- Valkyrie Apocalypse (Thor)
- Weiß Kreuz (Schuldig)
- Weiß Kreuz Glühen (Schuldig)
- Xenosaga: The Animation (Wilhel)
- Yakitate!! Ja-pan (Shizuto Narumi)
- Yu-Gi-Oh! (La première série) (Seto Kaiba)

### OAV
- 10 Tokyo Warriors (en) (Jutto)
- 3×3 Eyes (Hide-san)
- 3×3 Eyes Seima Densetsu (Hide-san)
- Angel's Feather (Kai Misonou)
- Bounty Dog (Kei Mimura)
- Comedy (Black Swordsman)
- Demonbane (Maître Therion)
- Earthian (Le Messie)
- Fire Emblem: Monshō no Nazo (Marth)
- Future GPX Cyber Formula 11 (Naoki Shinjyo)
- Future GPX Cyber Formula ZERO (Naoki Shinjyo)
- Future GPX Cyber Formula SAGA (Naoki Shinjyo)
- Future GPX Cyber Formula SIN (Naoki Shinjyo)
- Fushigi Yūgi OVA 1 (Tamahome/Taka Sukunami)
- Fushigi Yūgi (Tamahome/Taka Sukunami)
- Fushigi Yūgi Eikouden (Tamahome/Taka Sukunami)
- Gestalt (Shazan)
- Gundam Wing: Endless Waltz (Heero Yuy)
- Gundam Wing: Operation Meteor (Heero Yuy)
- Sotsugyou M: Ore-tachi no Carnival (Arai Tougo)
- Here is Greenwood (Tochizawa)
- Hey, Class President! (Kokusai)
- Kirepapa (Chisato Takatsukasa)
- Koisuru Boukun (en) (Souichi Tatsumi)
- Kōryū Densetsu Villgust (Youta)
- La légende de Crystania (Reydon)
- Papa to Kiss in the Dark (Mira Munakata)
- Saber Marionette J Again (Gelhardt von Faust)
- Saber Marionette R (Star Face)
- Slam Dunk (Kaede Rukawa)
- Slayers Special (Zelgadis Greywords)
- Slayers Excellent (Zelgadis Greywords)
- Slow Step (Yoshio Somei)
- Suki na mono wa suki dakara shōganai! Let's Go to the Onsen! (Sora Hashiba)
- Super Robot Wars Original Generation: The Animation (Masaki Andoh)
- Tenchi Muyo! Ryo-Ohki 3 (Misao Kuramitsu)
- The Cockpit : Enseigne Nogami

### Films
- Clannad (Yusuke Yoshino)
- Gundam Wing: Endless Waltz -Special Edition- (Heero Yuy)
- Kill Bill: The Origin of O-Ren Ishii (Pretty Riki)
- Legend of Crystania (Reydon)
- Sailor Moon R: The Movie (Fiore)
- Saint Seiya: Tenkai Hen - Ouverture (Icaros/Tōma)
- Shōjo Kakumei Utena (Souji Mikage)
- Slayers Premium (Zelgadis Greywords)

### Jeux vidéo
- Air (Yukito Kunisaki)
- Angel's feather (Kai Misono)
- Animamundi (Vicomte Mikhail Ramphet)
- Another Century's Episode (Heero Yuy)
- Another Century's Episode 2 (Heero Yuy)
- Ar tonelico II (Targana)
- Burning Rangers (Shou Amabane)
- Castlevania: Aria of Sorrow (Soma Cruz)
- Castlevania: Dawn of Sorrow (Soma Cruz)
- Clannad (Yusuke Yoshino)
- Danganronpa v3 (Rantaro Amami)
- Daraku Tenshi: The Fallen Angels (Cool)
- Dead or Alive 2 (Ein/Hayate)
- Dead or Alive 3 (Ein/Hayate)
- Dead or Alive 4 (Ein/Hayate)
- Dead or Alive: Dimensions (Ein/Hayate)
- Demonbane (Master Therion)
- Disgaea 2: Cursed Memories (Adell)
- Dissidia: Final Fantasy (Frioniel)
- Disney : Twisted-Wonderland (Lilia Vanrouge)
- Dragon Ball Z: Ultimate Battle 22 (C-16)
- Eretzvaju/Evil Zone (Keiya Tenpouin)
- Fate/unlimited codes (Zero Lancer)
- Fire Emblem Engage (Marth)
- Fire Emblem Fates (Marth)
- Fire Emblem Heroes (Marth)
- Fire Emblem Warriors (Marth)
- Future GPX Cyber Formula (Naoki Shinjyo)
- Guilty Gear Xrd (Bedman)
- Hakushaku to Yōsei (Edgar J. C. Ashenbert)
- Kannagi no tori (Renjaku)
- Kessen III (Akechi Mitsuhide)
- Langrisser V: The End of Legend (Sigma)
- Little Busters! (Kyousuke Natsume)
- Lunar: Eternal Blue (Hiro)
- Mobile Suit Gundam: Giren no yaboh, Zeon no Ketsu (Proto Zero)
- Namco × Capcom (Lion Magnus, Judas)
- Neo Geo Battle Coliseum (Yuki)
- Ninja Gaiden 2 (Alexei)
- Only you -Ri kurusu- (Yuuji Magami)
- Ore no shita de agake (Ichiya Kurosaki)
- Ore no shita de AGAKE (Ichiya Kurosaki)
- Phantasy Star Zero （Reve, Humar, Hunewm, Hucast, Ramar, Racast, Fomar, Fonewm）
- Psychic Force 2012 (Might)
- Ranma ½: Battle Renaissance (Tatewaki Kuno)
- Recca no honou ~Flame of Recca FINAL BURNING~ (Tokiya Mikagami)
- Shōjo Kakumei Utena: Itsuka Kakumei Sareru Monogatari (Souji Mikage)
- Be My Princess (Prince Joshua)
- Samurai Warriors (Akechi Mitsuhide)
- SD Gundam G Generation (Proto Zero)
- Shaman king Spirit of shamans (Silva)
- Shining Wind (Killrain)
- Shin Megami Tensei: Persona 3 (Akihiko Sanada)
- Skies of Arcadia (Ramirez)
- Slayers royal (Zelgadis Greywords)
- Slayers royal 2 (Zelgadis Greywords)
- Slayers wonderful (Zelgadis Greywords)
- Suki na mono wa suki dakara shōganai!!-FIRST LIMIT- (Sora Hashiba)
- Summon Night 2 (Nesty)
- Super Robot Wars series (Heero Yuy, Joe Raibaru, Masaki Andoh, Asakim Dowin)
- Super Smash Bros. Brawl (Marth)
- Super Smash Bros. for Nintendo 3DS / for Wii U (Marth)
- Super Smash Bros. Melee (Marth)
- Super Smash Bros. Ultimate (Marth)
- Sweet Pool (Zenya Okinaga)
- Tokimeki Memorial Girl's Side (Kei Hazuki)
- Tales of Destiny (Lion Magnus)
- Tales of Destiny 2 (Judas)
- Tales of Eternia (Lion Magnus)
- Tales of the World: Narikiri Dungeon 2 (Lion Magnus)
- Tales of the World: Narikiri Dungeon 3 (Lion Magnus, Judas)
- Tales of the World: Radiant Mythology (Lion Magnus)
- Tales of the World: Radiant Mythology 2 (Lion Magnus)
- Teikoku Sensenki (Si Eikei)
- Togainu no Chi (Shiki)
- Togainu no Chi True Blood (Shiki)
- Wonderland Online (Sid)
- Xenosaga Episode III (U-DO)
- Xenogears (Fei Fong Wong)
- Your memories of~Girl's Side~ (Shunichi Sasa)
- Toukiden kiwami (soma)
- Toukiden 2 (soma)

### Tokusatsu
- Denkou Choujin Gridman (Gridman)
- Mirai Sentai Timeranger (Policier Stalker Abel)
- Kyuukyuu Sentai GoGo-V (Roi dragon des ténèbres Salamandes)
- Bakuryuu Sentai Abaranger (TopGaler)
- Mahou Sentai Magiranger (Incubus Belbireji)
- Kamen Rider Den-O & Kiva, le film : Flics au Climax (Negataros)
- Ultraman Zero, THE MOVIE : Super bataille ! L'empire galactique de Belial (Mirror Knight)
- Hikōnin Sentai Akibaranger (Kabuki-Chō-Mesuguro-Hyoumonchou)

### Drames et émissions de radio
- Disgaea 2 drama CD (Adell)
- Fate/Zero Drama CD (Zero Lancer)
- Final Fantasy Tactics Advance drama CD (Llednar Twem)
- Gundam Wing: Blind Target radio drama/drama CD (Heero Yuy)
- Hakushaku to Yōsei (Edgar J. C. Ashenbert)
- Legend Of Zelda Sound Drama (Link)
- Ouran High School Host Club drama CD (Tamaki Suou)
- Pick of the Litter drama CD (Futaba Hiyokoya)
- Saint Seiya, épisode G drama CD (Aquarius Camus)
- Saiunkoku monogatari radio drama/drama CD (Seiran Shi)
- Slayers drama CD (Zelgadis Greywords)
- Slayers vs Orphen special drama CD (Zelgadis Greywords)
- Sukisho Radio (Sora Hashiba)
- Teikoku Sensenki (Si Eikei)
- Tiaradio Web Radio (Midorikawa Eme Hikaru)
- Togainu no Chi (Shiki)
- Trinity Blood sound cinema (Tres Iqus)

### Doublage étrangers
- The Animatrix : L'histoire de Kid (Kid)